# Untertanenpatent
Das Untertanenpatent (auch als Leibeigenschaftsaufhebungspatent bezeichnet) vom 1. November 1781 war ein „Hofreskript und Patent“ des Kaisers Joseph II. zur Neuordnung der Untertanenabhängigkeit vom jeweiligen Grundherren. Die Meinung, dass diese Reform die Bauern von Frondiensten und anderen Leistungen befreien sollte, ist in dieser Allgemeinheit nicht richtig, das Untertanenpatent gehörte jedoch zu einem Bündel von Maßnahmen dieses Kaisers, welche die persönliche Rechtsstellung der Bauern z. B. durch Wegfall von Heiratsbeschränkungen, Erleichterung von Übersiedlungen und bei der Berufswahl, verbessern sollte. Die Leistungen wurden nicht aufgehoben, es wurde im Untertanenpatent nur festgelegt, dass über jene Leistungen, die rechtlich (in Urbarialpatenten, Robotpatenten usw.) bereits mit Obergrenzen festgelegt waren, keine zusätzlichen Leistungen zulässig waren. Die allgemeine Aufhebung von Frondiensten, Robotleistungen etc. wurde erst, nachdem entsprechende Schritte Kaiser Josephs II. nach seinem Tod unter Leopold II. wieder zurückgenommen werden mussten, in der Mitte des folgenden Jahrhunderts durch die Regeln über die Grundentlastung erreicht.

## Vorgeschichte
Im Jahre 1775 war in Böhmen ein Bauernaufstand ausgebrochen. Unter der Führung von Matthias Schwoika (Matěj Chvojka, 1755–1791) aus Raudnitz (Roudnice) waren Bauern plündernd durch das Land gezogen und hatten Schlösser in Brand gesetzt. Erst kurz vor Prag konnten sie gestoppt und 1777 mit Angeboten zur Verbesserung ihrer Stellung beschwichtigt werden.
Kaiser Joseph II. führte die Bauernreformen durch, um seine Politik abzusichern.
Außerdem glaubte er, dass durch die bessere Behandlung der Bauern eine Produktivitätssteigerung im Ackerbau erzielt werden könnte.

## Untertanenpatent von 1781
Mit dem Untertanenpatent vom 1. November 1781 wurde die Leibeigenschaft aufgehoben und allen Bauern das Recht auf freie Wahl des Wohnsitzes, freie Eheschließung und freie Berufswahl ihrer Kinder (z. B. zu einer Handwerksausbildung) gestattet. In Vorderösterreich erfolgte die Aufhebung der Leibeigenschaft aufgrund von Widerständen der örtlichen Stände erst am 20. Dezember 1782.
Mit dem Recht des Loskaufs vom jeweiligen Grundherren war die Auflösung der Frondienste verbunden. Die Bauern durften sich nun vom Robot freikaufen, wobei dieser möglichst in Geld abgelöst werden sollte, aber auch Naturalleistungen waren erlaubt.
Gleichzeitig erließ Kaiser Joseph II. ein Strafpatent, das die Strafgerichtsbarkeit der Grundherren einschränkte.
Im Jahr 1785 ordnete Joseph II. die sogenannte Steuer- und Urbarialregulierung an.
Diese Josephinische Reform war eine Fortschreibung des Untertanenpatents von 1781 und in der Reformpolitik des Kaisers von zentraler Bedeutung. Es stellte einen harten Eingriff in die privilegierten Rechte der feudalen Großgrundbesitzer dar. Ab diesem Zeitpunkt verblieben 70 Prozent des Grundertrages bei den Bauern, von den restlichen 30 Prozent sollten 12,5 als Steuern an den Staat und 17,5 Prozent an den Grundherren fließen.
Die Verbesserung der Lage der Bauern ergab sich daraus, dass nun die Abgaben nur noch in Geld und nicht mehr in Form von Naturalabgaben oder Frondiensten erfolgten.
Durch eine weitere Verordnung von 1785 wurde die Freizügigkeit der Bauern verbessert. In der Verordnung hieß es u. a.: „Es steht in Zukunft jedermann frei, in dem Bezirke der böhmisch-österreichischen deutschen Länder mit Einbegriff Galiziens mit seinem Vermögen von einem Orte zum anderen zu ziehen, ohne dass ein grundherrliches, bürgerliches oder landesfürstliches Abfahrtsgeld gefordert werden kann.“
Da der Kaiser durch seine vielen Reisen mit den Nöten seiner Untertanen vertraut war, sorgte er vorbildlich für arme und kranke Menschen. So gründete er das Allgemeine Krankenhaus in Wien und das Josephinum, eine Taubstummen- und Blindenanstalt sowie Armen-, Waisen- und Invalidenhäuser.

## Reaktionen
Nicht alle Großgrundbesitzer und Bauern waren mit den Reformen zufrieden, manche rebellierten gegen die Bauernreformen des Untertanenpatents. Manche Grundherren hatten die neuen Erlässe des Kaisers nicht oder nur verzögert bekannt gegeben.
Die Wirksamkeit der Reformen blieb auf die  Österreichischen Erblande, die Länder der böhmischen Krone und das Kronland Galizien begrenzt, weil es dem ungarischen Adel gelungen war,  in ihrem Land das Inkrafttreten der Reformen außer der Aufhebung der Leibeigenschaft zu verhindern.
Aber auch einige Bauern rebellierten, weil sie sich entweder radikalere Reformen gewünscht hatten oder mit ihrem Untertänigkeitsverhältnis und den zu leistenden Abgaben zufrieden waren.